# Our (rijeka)
Our (Francuski: uʁ, Njemački: [ˈuːɐ̯]) je rijeka u Belgiji, Luksemburgu i Njemačkoj. To je lijeva pritoka rijeke Sauer ukoju se ulijeva u Wallendorfu. Njena ukupna duljina je 78 km.
Izvor Our je u High Fensu u jugoistočnoj Belgiji, blizu Manderfelda. Teče prema jugu, više-manje uz belgijsko-njemačku granicu, a nakon Ourena, uz luksemburško-njemačku granicu. Povijesni grad Vianden leži na Ouru.

## Tok
Rijeka izvire u istočnim Ardenima i zapadnom Eifelu na belgijskom tlu. Njezin izvor u blizini sela Losheimergraben nalazi se sjeveroistočno od planine Eichelsberg (653 m) na 643 m u blizini B 265. Samo nekoliko stotina metara dalje je izvor rijeke Kyll. Our u početku slijedi B 265, koji je ujedno i belgijsko-njemačka državna granica. Rijeka nastavlja naizmjenično teći između Belgije i Njemačke. Od tromeđe kod spomenika Europi između Ourena (B), Seveniga (D) i Lielera (L) teče gotovo u cijelosti njemačko-luksemburškom granicom sve dok ne stigne do Wallendorfa u Njemačkoj gdje se ulijeva u Sauer. Općenito vijuga od sjevera prema jugu.
Za dio gdje prolazi duž njemačko-luksemburške granice, Our je zajednički upravljani kondominij ("Zajedničko njemačko-luksemburško suvereno područje"). Jednostrani suverenitet Njemačke i Luksemburga počinje tek na obalama. U njezinom gornjem toku između Njemačke i Belgije nalazi se državna granica, kao što je i uobičajeno na thalwegu rijeke.
- Our blizu Dasburg-Ponta. Lijevo: Njemačka, desno: Luksemburg. Rijeka je ovdje kondominij.
- Our kod Viandena
- Utok Our u Sauer

## Pritoke
– Položaj ušća mjereno od izvora rijeke Our –
- Auw (lijevo, na km 9)
- Ihrenbach (lijevo, na km 21)
- Braunlauf (desno, na km 23)
- Irmisch (lijevo, blizu km 26)
- Ulf (desno, blizu km 30)
- Irsen (lijevo, kod km 67)

Duljina pritoka preko 5 km
Opsežan popis koji uključuje i manje pritoke nalazi se ovdje.

## Sela na rijeci Our
Pogranično selo Vianden, jedno od najvažnijih turističkih mjesta u Luksemburgu, leži na rijeci Our. Ruta doline Our1 je kružna ruta koja prolazi kroz Belgiju i sjeverni Luksemburg. Posebno vrijedi vidjeti dionicu između Manderfelda (Belgija) i Lielera (Luksemburg), gdje trasa gotovo cijelim putem prati Our. Prolazi između ostalog pored dvorca Reuland (Ouren) i spomenika Europi na tromeđi Njemačka-Belgija-Luksemburg.
Ostala sela su:
- Roth an der Our
- Ouren
- Sevenig
- Dahnen
- Dasburg
- Rodershausen
- Obereisenbach
- Stolzembourg
- Bettel
- Gentingen
- Ammeldingen an der Our
- Schönberg
- Wallendorf kod Bollendorfa
- Grüfflingen kod St. Vitha
- Auel (selo u Burg-Reuland)

## Uporaba
Our je zatvoren sjeverno od Viandena branom Our i čini donji bazen pumpno-akumulacijskog postrojenja Vianden.

## Vanjske poveznice
- Ourtal-Route (pdf; 541 kB) Arhivirana inačica izvorne stranice od 16. veljače 2012. (Wayback Machine)
- Official Službene stranice Parka prirode Our s podacima o turizmu, ekologiji i lokalnim manifestacijama u Sjevernom Luksemburgu
- Project Nat'Our Arhivirana inačica izvorne stranice od 27. svibnja 2009. (Wayback Machine)
- Ensebach - Upper Our Nature Reserve
- Hochwassermeldezentrum The Moselle in Trier  Arhivirana inačica izvorne stranice od 14. ožujka 2023. (Wayback Machine)